# Liste de cratères sur Europe

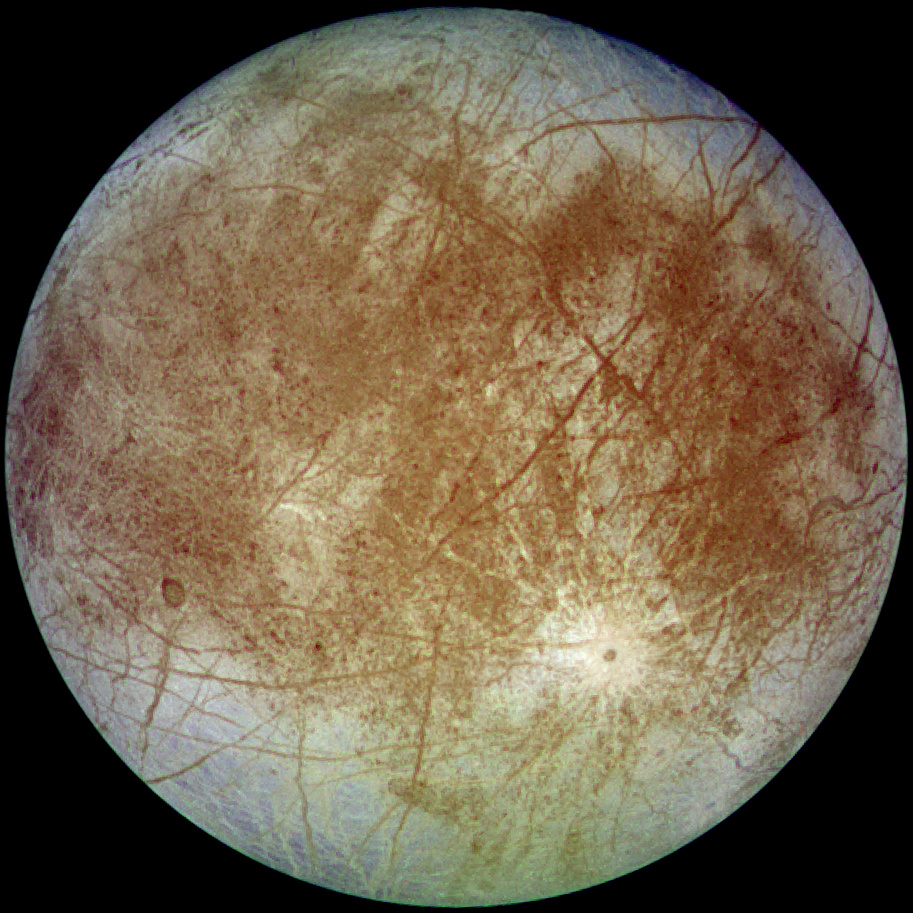
Le satellite Europe vu par la sonde Galileo.

La surface d'Europe, l'un des satellites naturels de la planète Jupiter, est relativement jeune (d'un point de vue géologique). De ce fait elle comporte un nombre plutôt restreint de cratères d'impact. De plus, la surface d'Europe étant très probablement constituée d'une fine couche de glace d'eau entourant un océan liquide, la plupart des cratères restant se sont effondrés, conduisant à des structures avec des reliefs peu élevés. La plupart des cratères assez larges pour avoir reçu un nom tirent ce nom de divinités ou de personnages de la mythologie celtique.
Ci-dessous se trouve une liste des cratères d'Europe :
| Nom       | latitude | longitude | diamètre (km) |
| --------- | -------- | --------- | ------------- |
| Áine      | -43,0    | 177,5     | 5,0           |
| Amaethon  | 13,82    | 177,47    | 1,7           |
| Amergin   | -14,7    | 230,6     | 17,0          |
| Angus     | -12,6    | 75,1      | 4,5           |
| Avagddu   | 1,4      | 169,5     | 10,0          |
| Balor     | -52,8    | 97,8      | 4,8           |
| Bress     | 37,64    | 98,66     | 10,0          |
| Brigid    | 10,8     | 81,3      | 9,5           |
| Camulus   | -26,5    | 81,1      | 4,5           |
| Cilix     | 2,6      | 181,9     | 15,0          |
| Cliodhna  | -2,5     | 76,4      | 3,0           |
| Cormac    | -36,9    | 88,1      | 4,0           |
| Dagda     | 37,35    | 168,74    | 9,8           |
| Deirdre   | -65,4    | 207,3     | 4,5           |
| Diarmuid  | -61,3    | 102,0     | 8,2           |
| Dylan     | -55,3    | 84,4      | 5,3           |
| Elathan   | -31,9    | 79,8      | 2,5           |
| Eochaid   | -50,48   | 233,33    | 10,6          |
| Govannan  | -37,3    | 302,8     | 11,5          |
| Gráinne   | -59,7    | 99,4      | 13,5          |
| Gwern     | 9,14     | 344,54    | 22,2          |
| Gwydion   | -60,5    | 81,6      | 5,0           |
| Llyr      | -1,8     | 221,8     | 1,1           |
| Luchtar   | -40,2    | 257,57    | 19,9          |
| Lug       | 27,99    | 44,31     | 11,0          |
| Mael Dúin | -16,8    | 197,9     | 2,0           |
| Maeve     | 58,8     | 78,9      | 21,3          |
| Manannán  | 3,1      | 239,7     | 30,0          |
| Math      | -25,6    | 183,7     | 10,8          |
| Midir     | 3,65     | 338,75    | 37,4          |
| Morvran   | -4,9     | 152,6     | 15,0          |
| Niamh     | 21,1     | 216,9     | 5,0           |
| Ogma      | 87,45    | 287,86    | 5,0           |
| Oisín     | -52,3    | 213,4     | 6,2           |
| Pryderi   | -66,1    | 159,1     | 1,7           |
| Pwyll     | -25,2    | 271,4     | 45,0          |
| Rhiannon  | -80,9    | 194,9     | 15,9          |
| Taliesin  | -22,8    | 138,0     | 50,0          |
| Tegid     | 0,8      | 164,4     | 29,7          |
| Tuag      | 59,92    | 172,36    | 15,2          |
| Uaithne   | -48,5    | 90,7      | 6,5           |